# Чемпіонат світу із самбо 1983
VII Чемпіонат світу із самбо 1983 року пройшов у Києві (СРСР) 30 вересня — 1 жовтня в рамках об'єднаного чемпіонату світу з  класичної,  вільної боротьби та самбо.

## Медалісти
| Вагова категорія | Золото                        | Срібло                         | Бронза                 |
| ---------------- | ----------------------------- | ------------------------------ | ---------------------- |
| до 48 кг         | Нуріслам Халіулін СРСР        | Дімітар Димитров Болгарія      | Д. Тегче Монголія      |
| до 52 кг         | Баттулга Халтмаагійн Монголія | Генадій Бєлоглазов СРСР        | Еміл Методієв Болгарія |
| до 57 кг         | Мігель Гарсія Іспанія         | Олександр Аксьонов СРСР        | А. Петров Болгарія     |
| до 62 кг         | Валентін Мінаєв Болгарія      | Хусейн Мараєв СРСР             | Г. Хурулбатор Монголія |
| до 68 кг         | Г. Жамсран Монголія           | Михайло Левицький СРСР (Львів) | Д. Маццо Італія        |
| до 74 кг         | Микола Баранов СРСР           | Ц. Дамдін Монголія             | Л. Делчєв Болгарія     |
| до 82 кг         | Аркадій Бузін СРСР            | З. Делгердалай Монголія        | П. Мілікін Болгарія    |
| до 90 кг         | Олександр Пушниця СРСР        | Мішель Гетлінг США             | Д. Цендаюуш Монголія   |
| до 100 кг        | Микола Баранов СРСР           | О. Балжиням Монголія           | Г. Алессандро Італія   |
| понад 100 кг     | Володимир Сободирєв СРСР      | С. Хурелбатор Монголія         | Марін Герчєв Болгарія  |

## Командна першість
1. СРСР 6.4.0. 56 балів;
2. Монголія 2.4.3. 47 балів;
3. Болгарія 1.1.5. 39 балів;
4. Іспанія 1.0.0. 26 балів;
5. США 0.1.0. 16 балів;
6. Італія 0.1.1. 9 балів.